# Strada provinciale 88 A1-Valsamoggia
La strada provinciale 88 A1-Valsamoggia è una strada provinciale italiana della città metropolitana di Bologna. Collega la nuova variante dell'ex SS 569 detta "Nuova Bazzanese" con il casello Valsamoggia dell'A1 e la SP 27 Var2.